# روبرت بي. مكافي
روبرت بي. مكافي هو محامي ودبلوماسي وسياسي أمريكي، ولد في 18 فبراير 1784 في مقاطعة ميرسير في الولايات المتحدة، وتوفي في 12 مارس 1849 في Salt River (Kentucky) ‏ في الولايات المتحدة. نشط حزبياً في الحزب الجمهوري الديمقراطي. وقد انتخب نائب حاكم كنتاكي ‏.